# Telem
Cet article possède des paronymes, voir TELEM, Tellem et Thélème.
Le Telem (hébreu : תל"ם, acronyme pour Tenoa'a LeHithadshut Mamlakhtit hébreu : תנועה להתחדשות ממלכתית litt. Mouvement pour un renouveau national) était un parti politique israélien.

## Histoire
Le Telem a été créé le 19 mai 1981 durant la 9e session de la Knesset par Moshe Dayan et deux parlementaires issus du Likoud. Moshe Dayan était quant à lui parlementaire élu à la Knesset pour l'Alignement qui venait de perdre les élections pour la première fois de son histoire. Menahem Begin forma alors une coalition gouvernementale comprenant le Likoud, le Parti national religieux, l'Agoudat Israel et le Dash. Cependant, il proposa également à Moshe Dayan d'intégrer son gouvernement comme Ministre des affaires étrangères. Malgré le fait qu'il soit membre de l'Alignement, rival politique de Menahem Begin, Moshe Dayan accepta le poste et fut renvoyé de son propre parti.
Après avoir siégé à la Knesset comme membre indépendant pendant un temps, Moshe Dayan fonda le Telem en 1981, avec Yigal Hurvitz et Zalman Shoval qui avait précédemment quitté le Likoud pour former le Rafi-Liste nationale. Le 15 juin 1981, ils furent rejoints par Shafik Assad, qui avait quitté l'Ahva (il avait débuté la session comme membre du Dash, puis avait rejoint le Mouvement démocrate avant de rejoindre l'Ahva).
Le parti remporta deux sièges lors des élections législatives de 1981, occupés par Moshe Dayan et Mordechai Ben-Porat, et fut invité à participer à la coalition gouvernementale, Mordechai Ben-Porat devenant ministre sans portefeuille. Lorsque Moshe Dayan mourut le 16 octobre 1981, il fut remplacé par Yigal Hurvitz. Cependant, le parti explosa le 6 juin 1983 lorsque Mordechai Ben-Porat créa le Mouvement pour un renouveau du sionisme social et que Yigal Hurvitz reforma le Rafi-Liste nationale rebaptisé par la suite Ometz.
Un nouveau parti du nom de Telem fut formé par le parlementaire Yosef Azran, ex-membre du Shass, au milieu des années 1990 à l'occasion des élections législatives de 1996. Cependant, il échoua à dépasser le seuil électoral requis et disparut.